# Tomasz Ciepły
Tomasz Ciepły (Szczecin, 7 de abril de 1980) es un deportista polaco que compitió en esgrima, especialista en la modalidad de florete. Ganó una medalla de plata en el Campeonato Mundial de Esgrima de 2001 y tres medallas en el Campeonato Europeo de Esgrima entre los años 2001 y 2008.

## Palmarés internacional
| Campeonato Mundial | Campeonato Mundial     | Campeonato Mundial | Campeonato Mundial  |
| Año                | Lugar                  | Medalla            | Prueba              |
| ------------------ | ---------------------- | ------------------ | ------------------- |
| 2001               | Nimes (Francia)        | Medalla de plata   | Florete por equipos |
| Campeonato Europeo |                        |                    |                     |
| Año                | Lugar                  | Medalla            | Prueba              |
| 2001               | Coblenza (Alemania)    | Medalla de bronce  | Florete por equipos |
| 2004               | Copenhague (Dinamarca) | Medalla de plata   | Florete por equipos |
| 2008               | Kiev (Ucrania)         | Medalla de oro     | Florete por equipos |